# Érable
Acer
Pour les articles homonymes, voir Acer.
Genre
Répartition géographique
Acer, les érables, est un genre de plantes à fleurs de la famille des Sapindacées selon la classification APG III (autrefois, selon la classification de Cronquist, de celle des Acéracées), dans l'ordre des Sapindales. C'est le type de sa famille. Ce sont des arbres et des arbustes. 
Une acéraie (ou érablaie) est un peuplement forestier dominé par les érables.

## Étymologie
Le terme latin acer ne s'est pas imposé dans le bas latin de Gaule, comme c'est souvent le cas pour les noms d'arbres (cf. if, chêne, etc.), contrairement à l'italien acero ou à l'espagnol arce.
Le gallo-roman a un terme hybride acerabulus, dont la forme d'oïl est attestée dans le Roman de la Rose : arable. Le premier élément s'analyse bien comme le terme latin acer, mais le second -abulus est probablement celtique selon Vendryes, repris par Xavier Delamarre qui le font venir du gaulois abalo-, aballo-, pomme, pommier (cf. Glossaire de Vienne : avallo 'poma').
acerabulus signifie donc mot-à-mot « érable-pommier », formation comparable à celles du celtique insulaire, par exemple : vieil irlandais fic-abull, figuier ou gallois cri-afol, sorbier des oiseaux. L'occitan languedocien conserve aussi par endroits un terme issu du même étymon hybride : argelabre, même si la forme la plus répandue est directement issue du latin avec aseron en languedocien (formé de acer + suffixe diminutif -onis) et en gascon avec aseròu (formé de acer + suffixe diminutif -olum),.
Le latin acer (« pointu, aigu, perçant ») est un proche parent d’acus, aiguille, d’acutus, aigu, mots latins basés sur la racine indo-européenne *ak que l'on retrouve aussi dans l'allemand Ahorn, et qui fait référence aux feuilles palmées à lobes pointus des érables. Cette étymologie renverrait donc à la signification littérale d'« érable-pommier » ou d'« arbre aux feuilles pointues ».

## Description
- Feuilles opposées, pétiolées et palmatilobées, simples pour la majorité des espèces, composées chez Acer griseum et Acer negundo.
- Calice : 5 sépales, à segments imbriqués.
- Corolle : 0 ou 5 pétales.
- Étamines 4-12, souvent 8.
- Ovaire biloculaire.
- Fruit : disamare formée de 2 samares réunies à la base.

La plupart des érables peuvent atteindre entre 10 et 45 m de hauteur. La plupart des espèces ont des feuilles caduques, mais une minorité en Asie du Sud et dans le bassin méditerranéen sont sempervirentes. La plupart des érables tolèrent le manque de luminosité : beaucoup de petits spécimens s'accommodent de vivre sous la canopée des feuillages des arbres plus grands qu'eux, si bien que les plus grands spécimens deviennent dominants dans de la canopée. Le faisceau des racines de l'érable est typiquement dense et fibreux. Quelques espèces, dont Acer cappadocicum, drageonnent régulièrement.

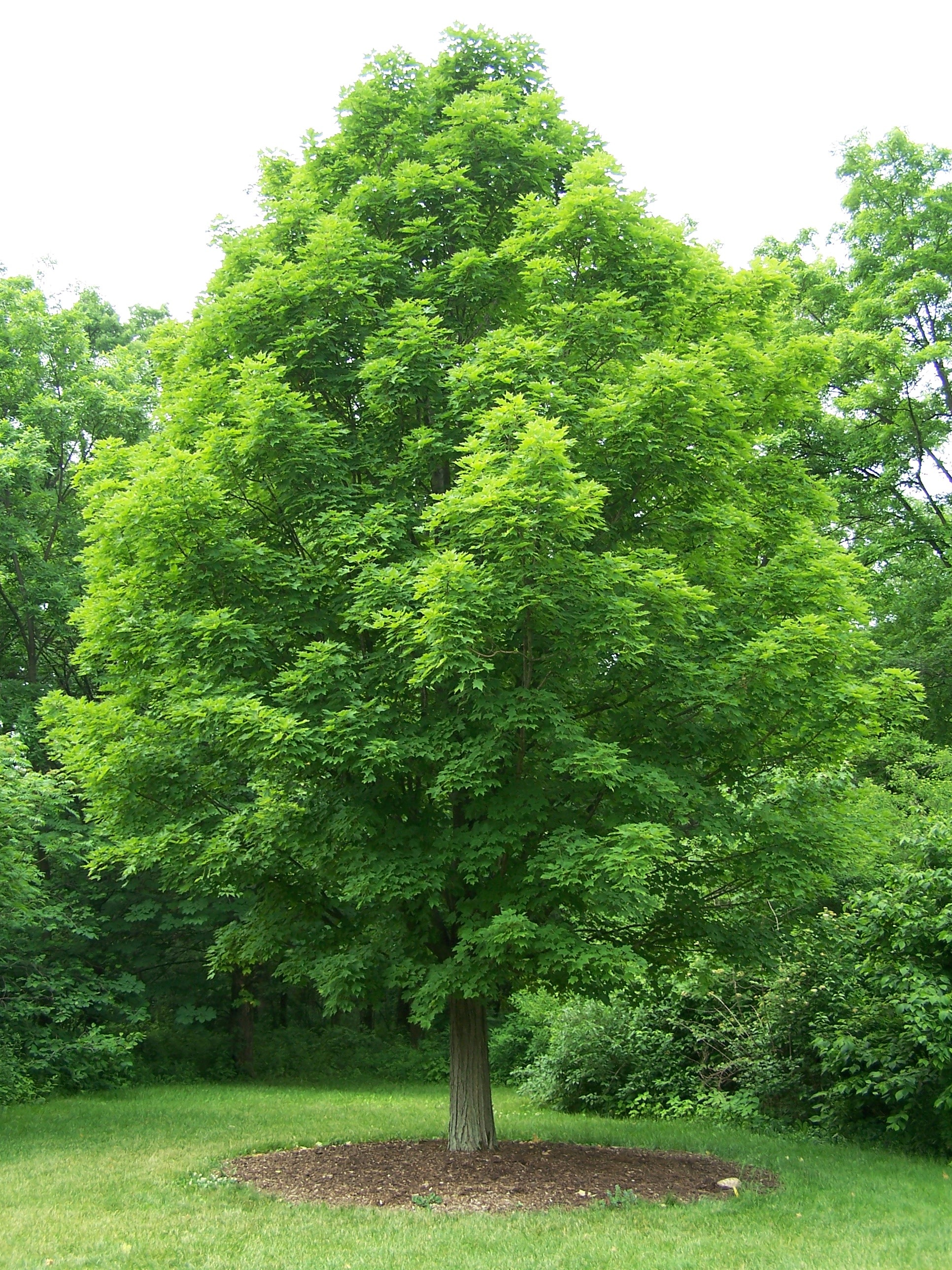
Érable à sucre (Acer saccharum).
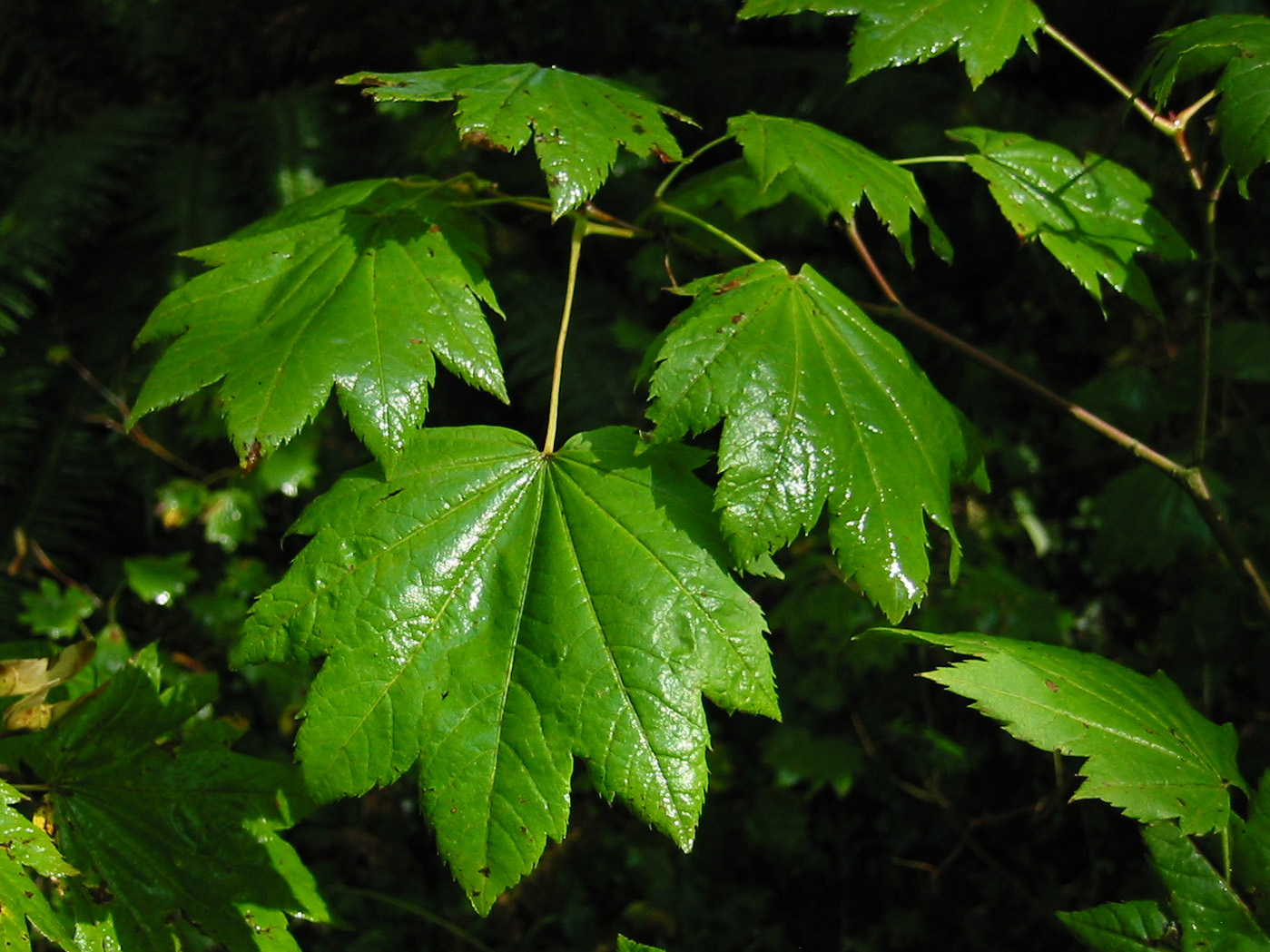
Feuilles de l'érable circiné (Acer circinatum) illustrant le caractère de nervuration palmée de la plupart des espèces.
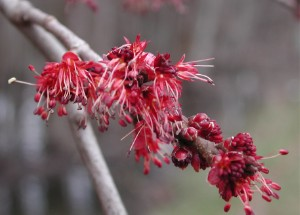
Fleurs de l'érable rouge (Acer rubrum).
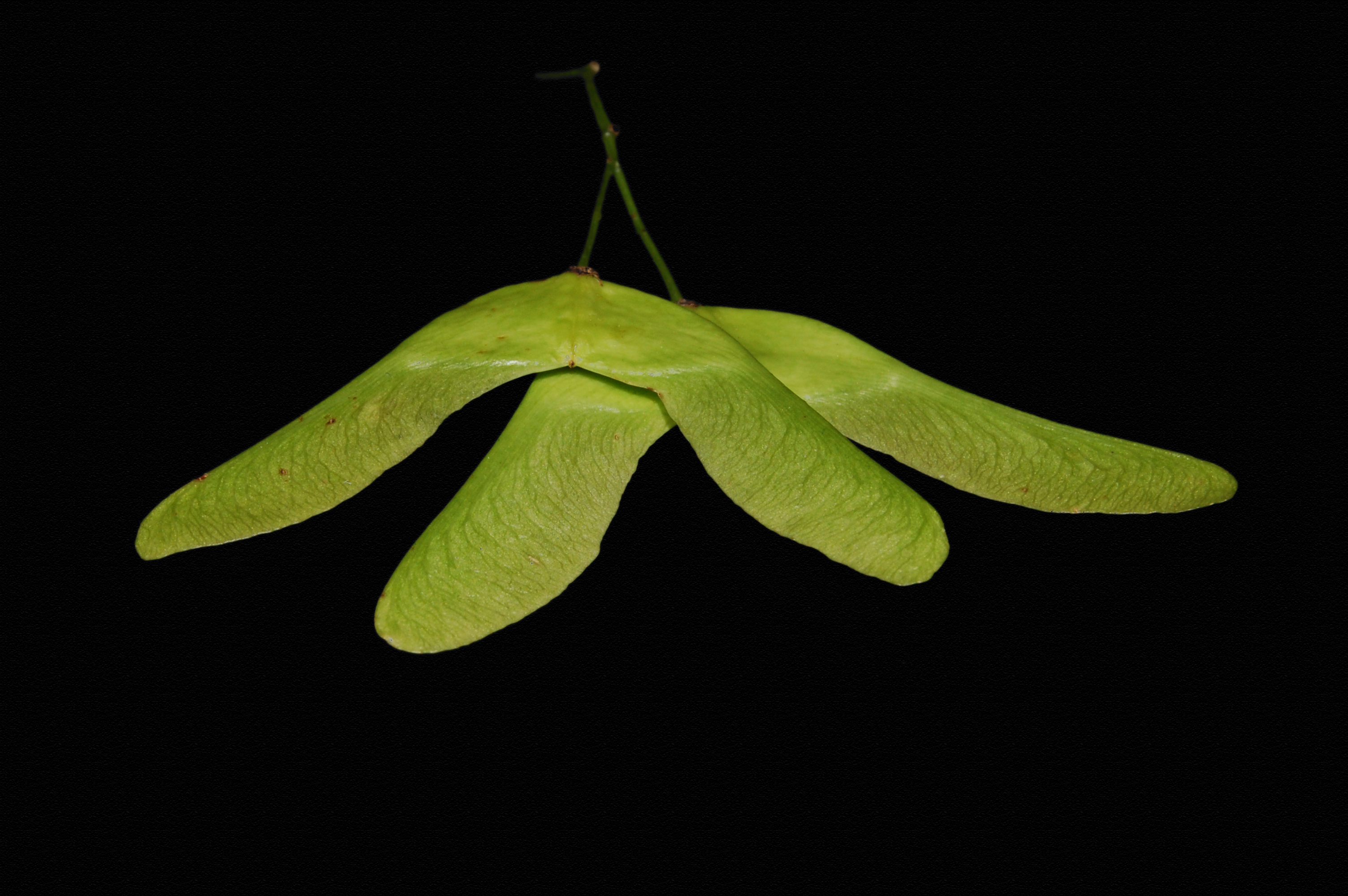
Samares de l'érable plane (Acer platanoides).
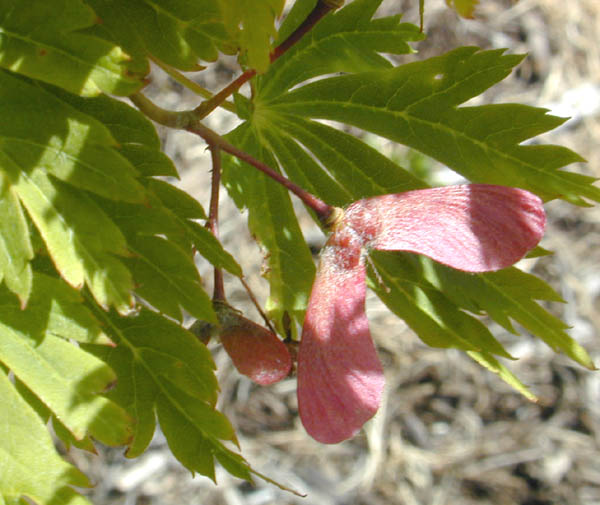
Les samares doubles sont une caractéristique que l'on observe chez tous les érables.
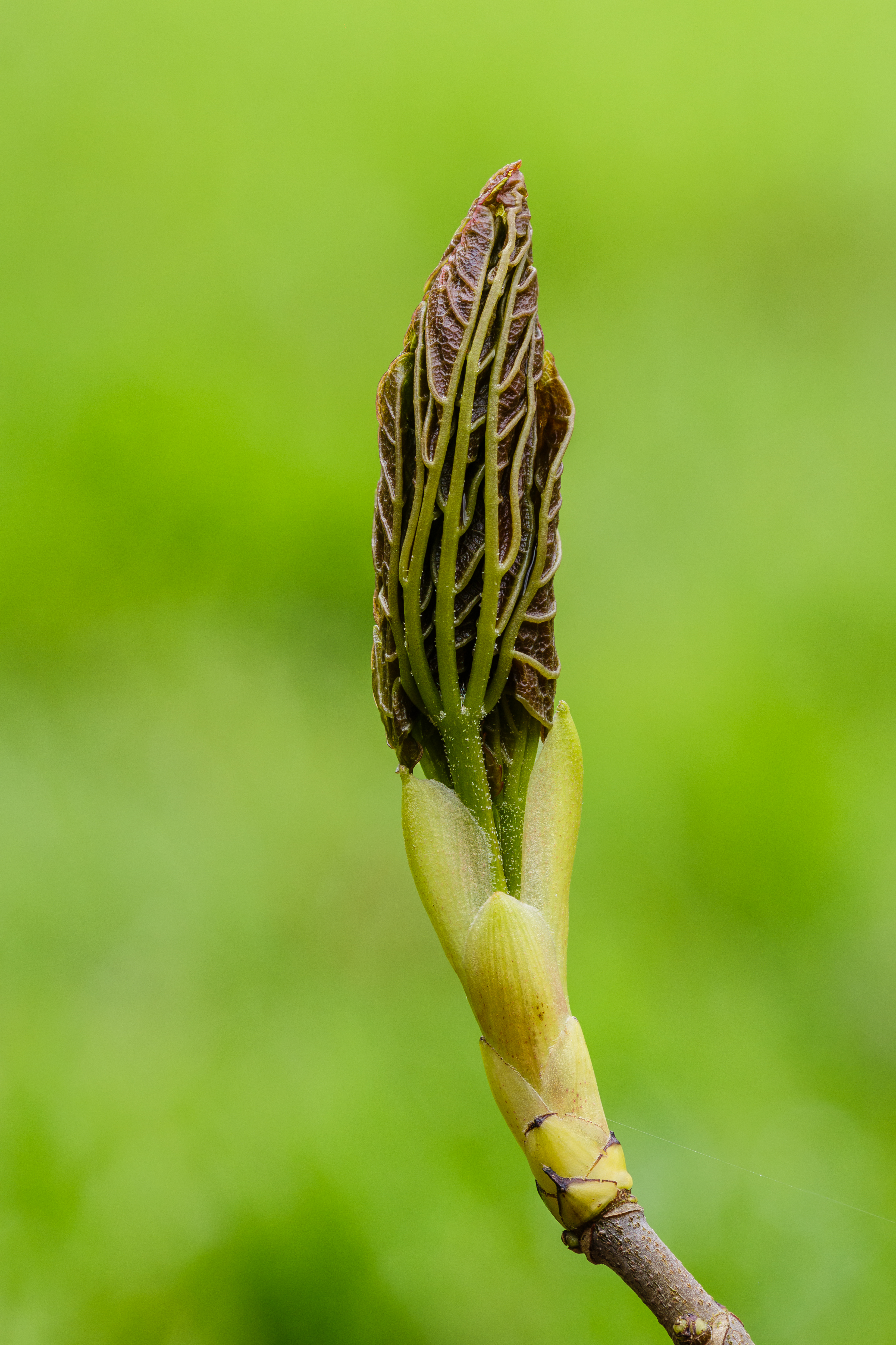
Un bourgeon d'érable dans le De Famberhorst (nl). Avril 2023.

Les feuilles d'érable sont toujours opposées et sont, dans la plupart des espèces, à nervuration palmée avec 3 à 9 nervures (plus rarement 13) dont la nervure principale au milieu.
Les fleurs sont régulières, symétriques, en grappes ou panicules. Elles ont quatre ou cinq sépales, quatre ou cinq pétales d'environ entre 1 et 6 mm de long (inexistants chez certaines espèces), de quatre à dix étamines de 6 à 10 mm de long et deux pistils ou un pistil avec deux styles. L'ovaire a deux carpelles soudés biovulés, qui permettent de distinguer aisément le sexe de l'arbre. L'érable fleurit généralement à la fin de l'hiver ou au début du printemps, avec ou juste après la feuillaison, mais quelquefois avant.
Les fleurs de l'érable sont vertes, jaunes, orangées ou rouges. Bien que celles-ci soient individuellement petites, l'arbre entier en fleurs peut être impressionnant dans diverses espèces. Les érables sont au début du printemps source de pollen et de nectar pour les insectes.
Le fruit de l'érable, appelé samare, est jumelé en disamare, en forme d'hélice. La graine peut ainsi, grâce au vent, être transportée sur des distances considérables. Elle parvient à maturité sur l'arbre de quelques semaines à six mois selon l'espèce et est dispersée peu de temps après. La plupart des espèces ont besoin de la stratification pour germer. La graine peut rester dormante plusieurs années avant de germer.
Les samares matures sont une source alimentaire, décortiquées et consommées par rongeurs et passereaux granivores, source s'ajoutant à la pédofaune (entre autres) dégradant les feuillages caducs.  
Parmi les érables, on trouve des espèces utilisées pour la production du sirop d'érable en Amérique du Nord, des espèces fournissant du bois d'œuvre et d'autres enfin utilisées comme arbres d'ornement pour la forme particulièrement découpée de leurs feuilles ou pour la coloration de leur feuillage en automne. Un érable à belles fleurs écarlates, appelé Acer tomentosum ou « Erable de Sir Charles Wager » dans les livres de botanique et de jardinage de l'époque fut à la mode à la fin du XVIIIe — début du XIXe siècle, et figura même dans la composition de produits tannants.
La feuille d'érable est l'emblème du Canada.

## Phylogénie et Biogéographie
Le genre Acer se décline en environ 150 espèces réparties sur l'ensemble de l'hémisphère nord, la diversité des érables est variable selon les continents :
- 130 espèces en Asie orientale,
- 10 espèces en Amérique du Nord,
- 12 espèces en Europe et Asie occidentale.

Bien que le plus ancien fossile d'Acer ait été découvert en Alaska et daté du Paléocène, toutes les études phylogénétiques des années 2010 et 2020 s'accordent pour situer l'origine des érables en Asie orientale d'où ils se répandirent vers l'Amérique du Nord, l'Europe et jusqu'au nord de l'Afrique durant environ 60 millions d'années. Le genre Acer serait ainsi apparu en Asie orientale au début du Paléocène. 
A l'Oligocène, le genre Acer s'est considérablement diversifié et a rayonné vers l'Amérique du Nord (probablement via la Béringie) puis vers l'Europe (via le pont terrestre nord atlantique : Thule Land Bridge (en)). Certaines espèces, une fois installées, auraient fait le chemin inverse de l'Europe vers l'Amérique du Nord.  
L'apparition des différentes sections (voir Liste des espèces d'érables) se serait produite durant l'Eocène, la diversification des espèces à l'intérieur des sections se poursuivant jusqu'au Miocène. 
L'inventaire des fossiles en Amérique du Nord et en Europe démontre que de très nombreuses espèces y ont disparu durant les 30 derniers millions d'années. À l'inverse, le grand nombre d'espèces présentes en Asie orientale pourrait s'expliquer par le fait que l'orientation des vallées dans le sens nord-sud aurait permis au genre Acer de trouver de nombreuses zones refuges méridionales lors des périodes de refroidissement climatique, ce qui n'aurait pas été le cas en Amérique du Nord et en Europe.

## Utilisations

### Usages alimentaires
Les jeunes feuilles (tendres et translucides) d'érable plane et d'érable sycomore sont comestibles mais celles du sycomore ont mauvais goût. L'infusion de leurs feuilles est utilisée en breuvage.
Plusieurs variétés d'érables produisent des samares comestibles. 
Selon une étude ethnobotanique et du patois local, faite par Françoise et Grégoire Nicollier à Bagnes (France) et publiée en 1984, de même que pour le peuplier blanc et le peuplier d'Italie, « les feuilles, mélangées à du son, de la paille et des feuilles d'érable, constituent un fourrage pour les vaches ».
Certaines espèces produisent du sirop d'érable.

### Autres usages
Le bois d'érable est apprécié en lutherie. Il est notamment employé dans les guitares et basses électriques (principalement dans les manches et les tables) et dans les kits de batterie haut de gamme (ex. : Pearl Masters). L'érable sucrier peut être utilisé dans la confection de certaines paires de baguettes de batterie.

## Aspects culturels

### Au Canada

Drapeau du Canada.

La feuille d'érable qui figure sur le drapeau du Canada sous la forme d'une figure stylisée à onze pointes est celle de l'érable à sucre (Acer saccharum Marsh., 1785). Ce drapeau a remplacé le pavillon rouge (red ensign) le 15 février 1965.

### Au Japon
Au Japon, on apprécie particulièrement l'érable palmé et, chaque automne, les Japonais vont admirer leurs couleurs flamboyantes pendant la période qu'ils appellent « momijigari » (c’est-à-dire « admirer les érables »).
Dans le jeu de cartes traditionnel japonais Hanafuda, des feuilles d'érable sont représentées sur la série des 4 cartes du mois d'octobre.

### En France
Dans le folklore français, les « noces d'érable » symbolisent les 58 ans de mariage.

### Légendes et traditions
Dans la mythologie grecque, l'Érable est dédié à Phobos, dieu de l'Épouvante, fils d'Arès, dieu de la guerre et frère de Déimos, dieu de la frayeur.
L'Illiade rapporte que le cheval de Troie fut fabriqué en Érable. Dans l'astrologie celtique, l'érable représente quelqu'un débordant d'imagination et d'originalité, timide et réservé...

## Liste des espèces
Selon NCBI (12 août 2010) :
- Acer lanum
- Acer acuminatum
- Acer albopurpurascens
- Acer argutum
- Acer barbinerve
- Acer buergerianum - Érable trident
- Acer caesium
- Acer campbellii
- Acer campestre - Érable champêtre
- Acer capillipes (Syn. Acer pensylvanicum subsp. capillipes) - Érable jaspé de rouge
- Acer cappadocicum - Érable de Cappadoce
- Acer carpinifolium
- Acer caudatifolium
- Acer caudatum
- Acer cinnamomifolium
- Acer circinatum - Érable circiné
- Acer cissifolium - Érable à feuille de vigne
- Acer crassum
- Acer crataegifolium
- Acer davidii - Érable du Père David ou Érable à peau de serpent (nom commun à plusieurs espèces)
- Acer decandrum
- Acer diabolicum
- Acer distylum
- Acer divergens
- Acer erianthum
- Acer erythranthum
- Acer fabri
- Acer garrettii
- Acer glabrum - Érable nain
- Acer grandidentatum - Érable d'Espagne
- Acer griseum - Érable à écorce de papier
- Acer heldreichii - Érable des Balkans
- Acer henryi
- Acer hyrcanum
- Acer ibericum
- Acer japonicum - Érable du Japon (même nom français que Acer shirasawanum)
- Acer kungshanense
- Acer kweilinense
- Acer laevigatum
- Acer laurinum
- Acer lobelii
- Acer lucidum
- Acer macrophyllum - Érable à grandes feuilles
- Acer mandshuricum
- Acer maximowiczianum
- Acer miaoshanicum
- Acer micranthum
- Acer miyabei - Érable de Miyabe
- Acer mono
- Acer mono × Acer truncatum
- Acer monspessulanum - Érable de Montpellier
- Acer negundo ou Acer negondo - Érable negundo ou Érable du Manitoba
- Acer ningpoense
- Acer nipponicum
- Acer oblongum
- Acer obtusifolium
- Acer oliverianum
- Acer opalus - Érable d'Italie
- Acer palmatum - Érable palmé (du Japon)
- Acer paxii
- Acer pectinatum
- Acer pensylvanicum - Érable de Pennsylvanie, Érable jaspé ou Érable à peau de serpent (nom commun à plusieurs espèces)
- Acer pentaphyllum - Érable à cinq folioles
- Acer pentapomicum
- Acer pictum
- Acer pilosum
- Acer platanoides - Érable plane, érable de Norvège
- Acer poliophyllum
- Acer pseudoplatanus - Érable sycomore
- Acer pseudosieboldianum
- Acer pubinerve
- Acer pycnanthum
- Acer rubrum - Érable rouge
- Acer rufinerve (Syn. Acer pensylvanicum subsp. rufinerve) - Érable à veines rouges, Érable à feuilles de vigne, Érable rufinerve, Érable oriental à bourgeons gris, Érable à écorce striée, Érable jaspé de gris ou Érable à peau de serpent (nom commun à plusieurs espèces)
- Acer saccharinum - Érable argenté
- Acer saccharum - Érable à sucre
- Acer sempervirens - Érable de Crète
- Acer shirasawanum - Érable du Japon (même nom français que Acer japonicum)
- Acer sieboldianum
- Acer sinopurpurescens
- Acer spicatum - Érable à épis
- Acer stachyophyllum
- Acer sterculiaceum
- Acer takesimense
- Acer tataricum - (Acer tataricum subsp. tataricum est appelé Érable des Tatars ou Érable de Tartarie)
- Acer tegmentosum
- Acer tenuifolium
- Acer tetramerum
- Acer trautvetteri
- Acer triflorum
- Acer truncatum
- Acer tschonoskii
- Acer turcomanicum
- Acer ukurunduense
- Acer velutinum
- Acer wardii
- Acer ×peronai
- Acer ×pseudoheldreichii

Auxquelles il faut ajouter :
- Acer ginnala (Syn. Acer tataricum subsp. ginnala) - Érable Ginnala
- Acer leucoderme (Syn. Acer saccharum subsp. leucoderme)- Érable à écorce blanche
- Acer nigrum (Syn. Acer saccharum subsp. nigrum)- Érable noir
- Acer tutcheri

Ainsi que les fossiles :
- Acer alaskense
- Acer chaneyi
- Acer douglasense

## Classification
Article détaillé sur la classification des érables.

## Galerie

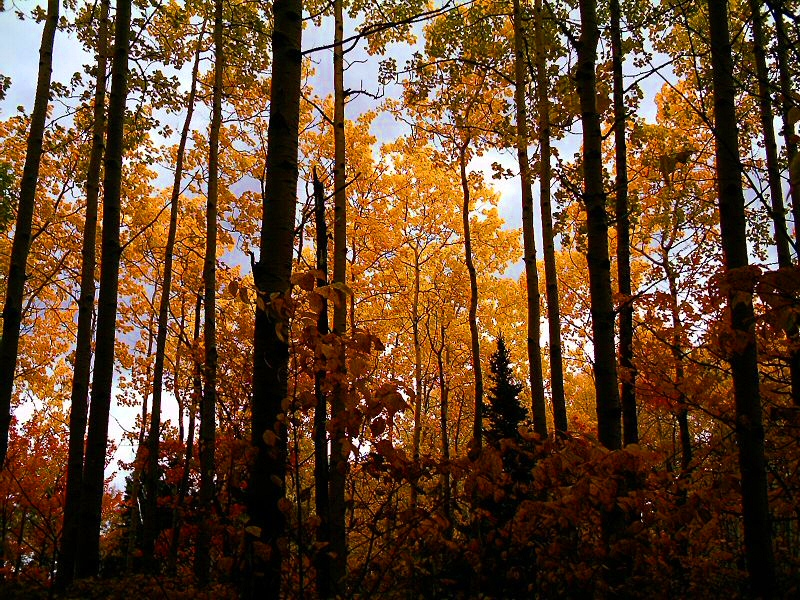
Couleurs automnales d'une érablière canadienne (Forêt de Chicoutimi.)
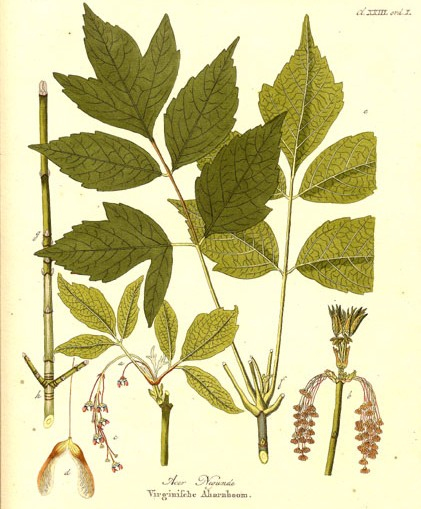
Acer negundo, un érable aux feuilles pennées
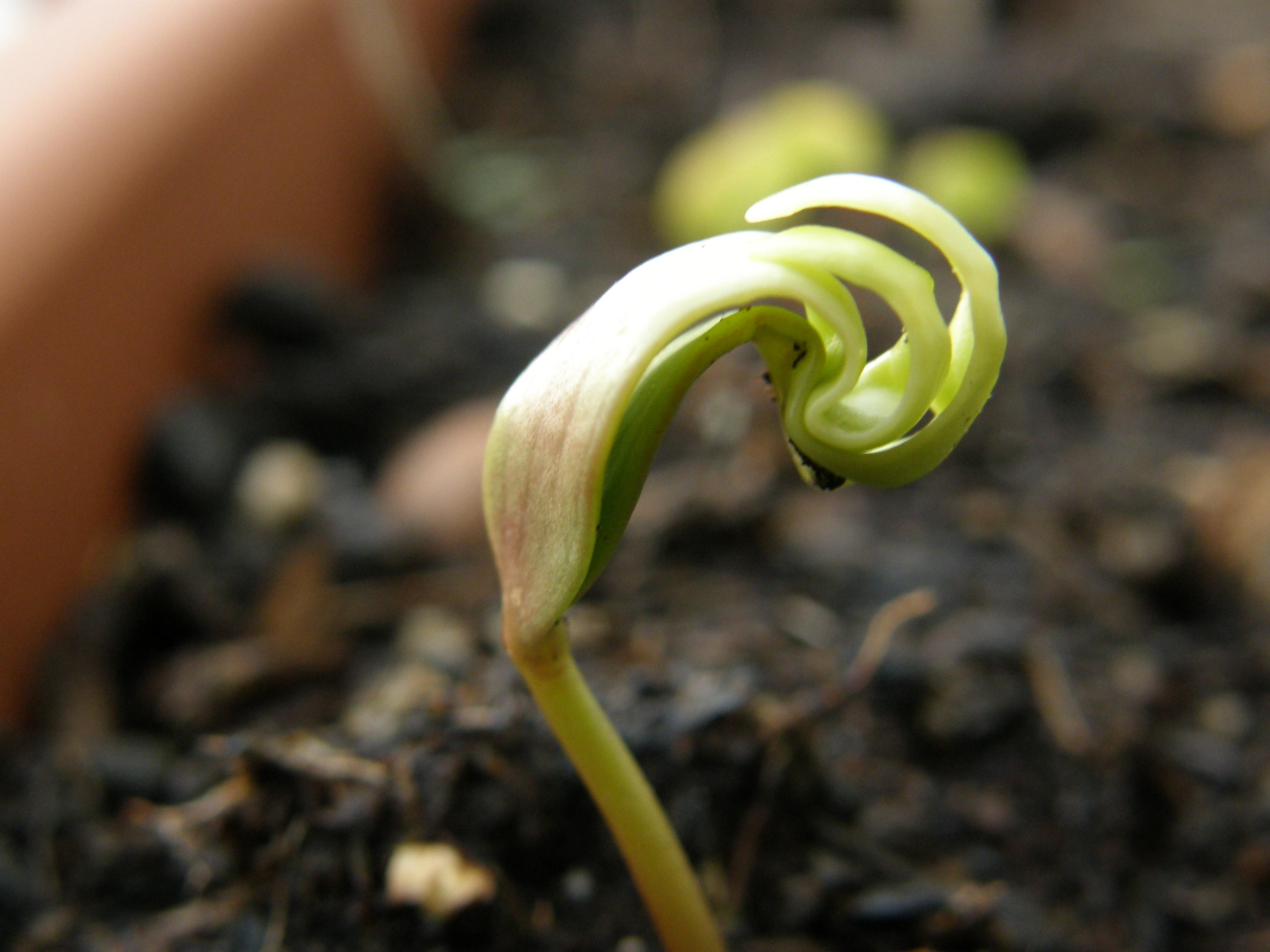
Germe d'un érable.
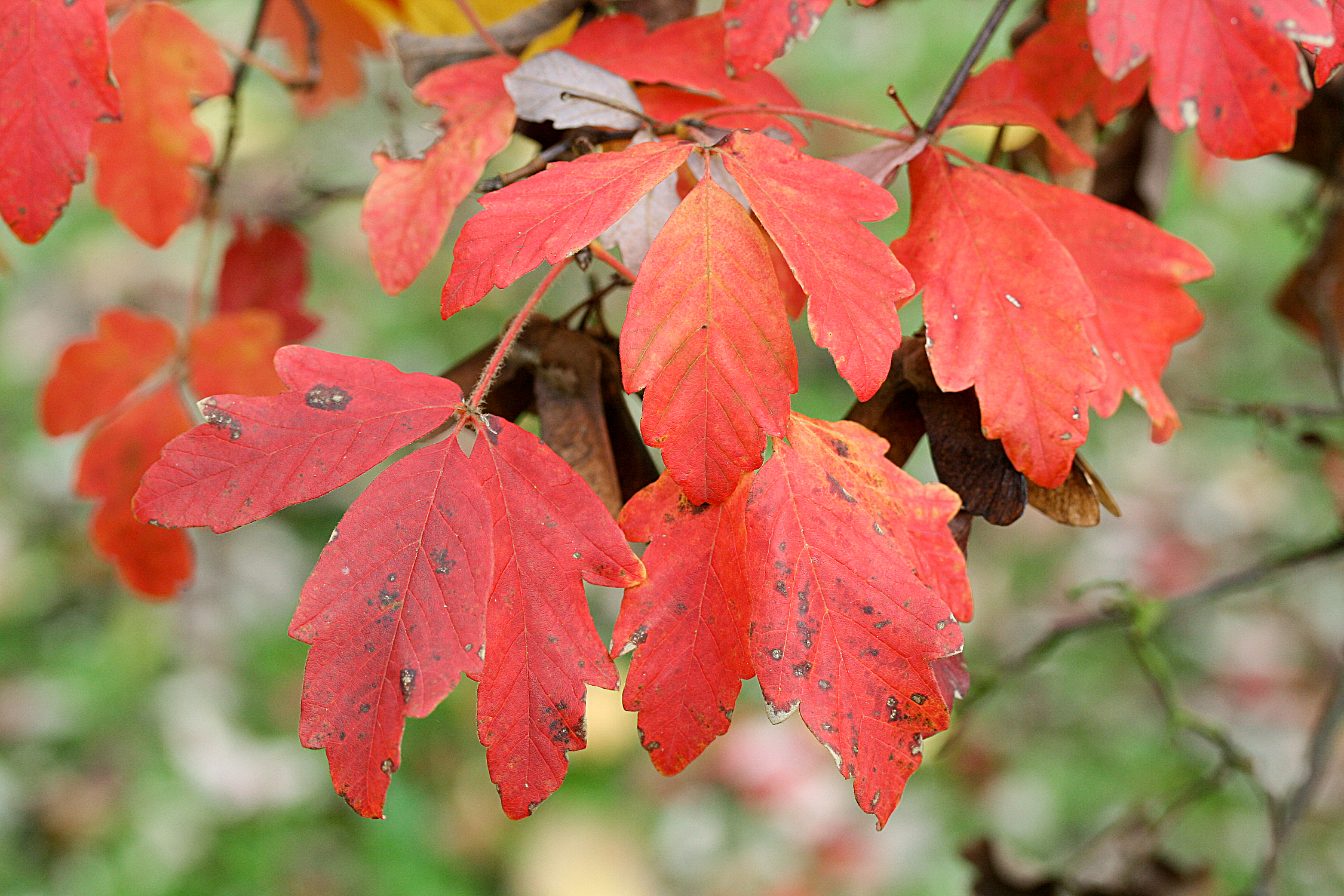
Feuilles de l'acer griseum en automne.
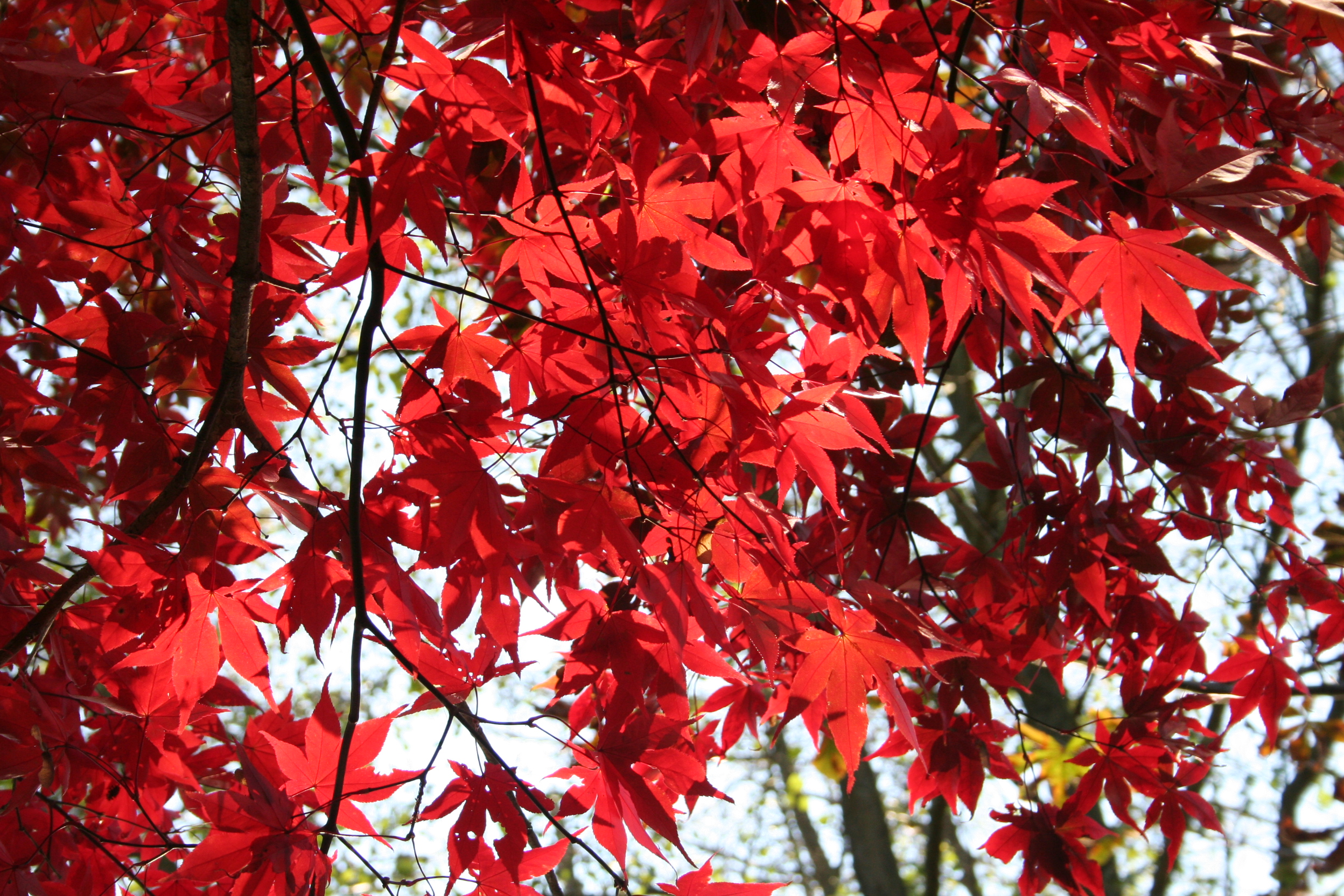
Feuilles de l’acer palmatum 'Osakazuki' en automne.
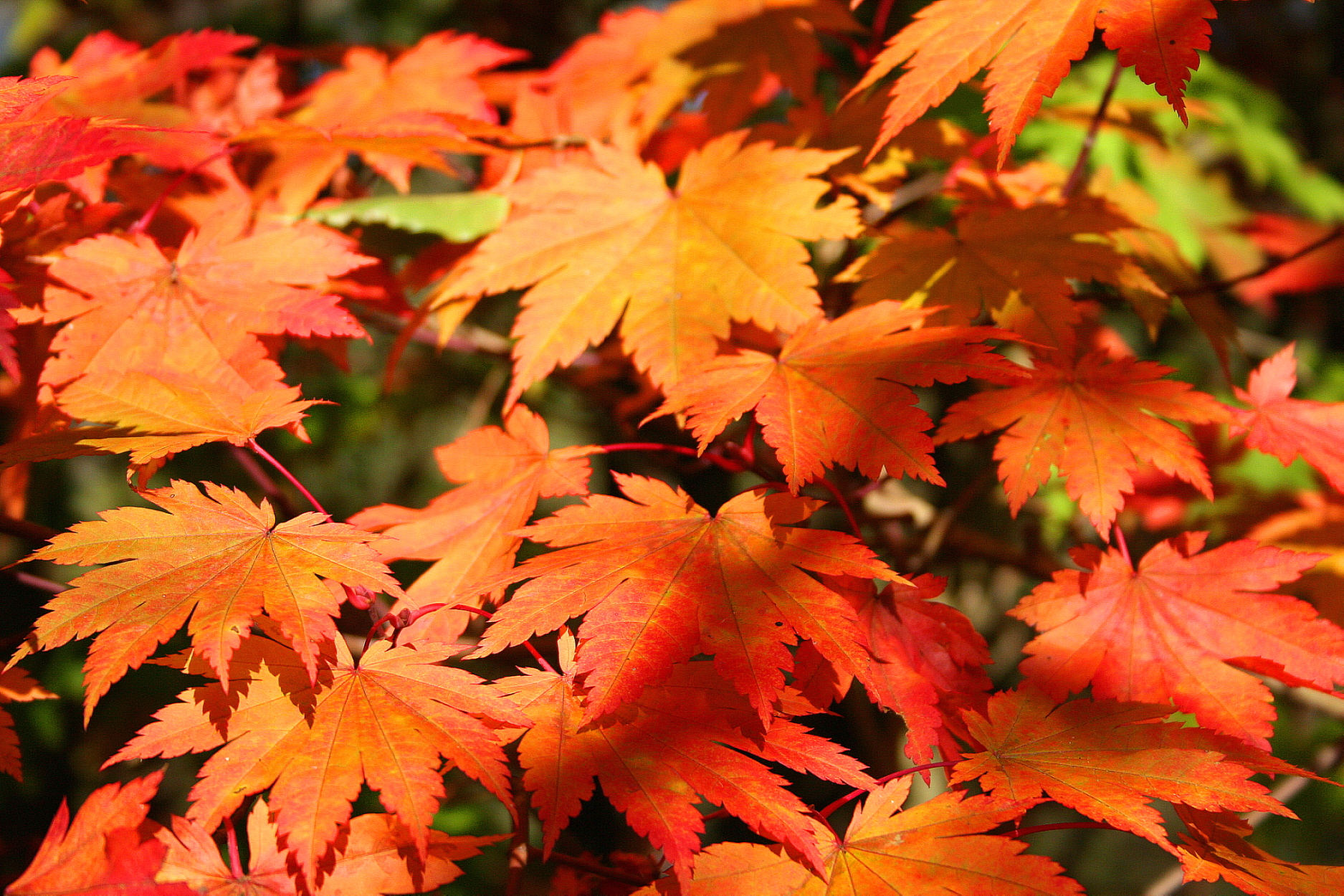
Feuilles de l’acer japonicum Vitifolium en automne.
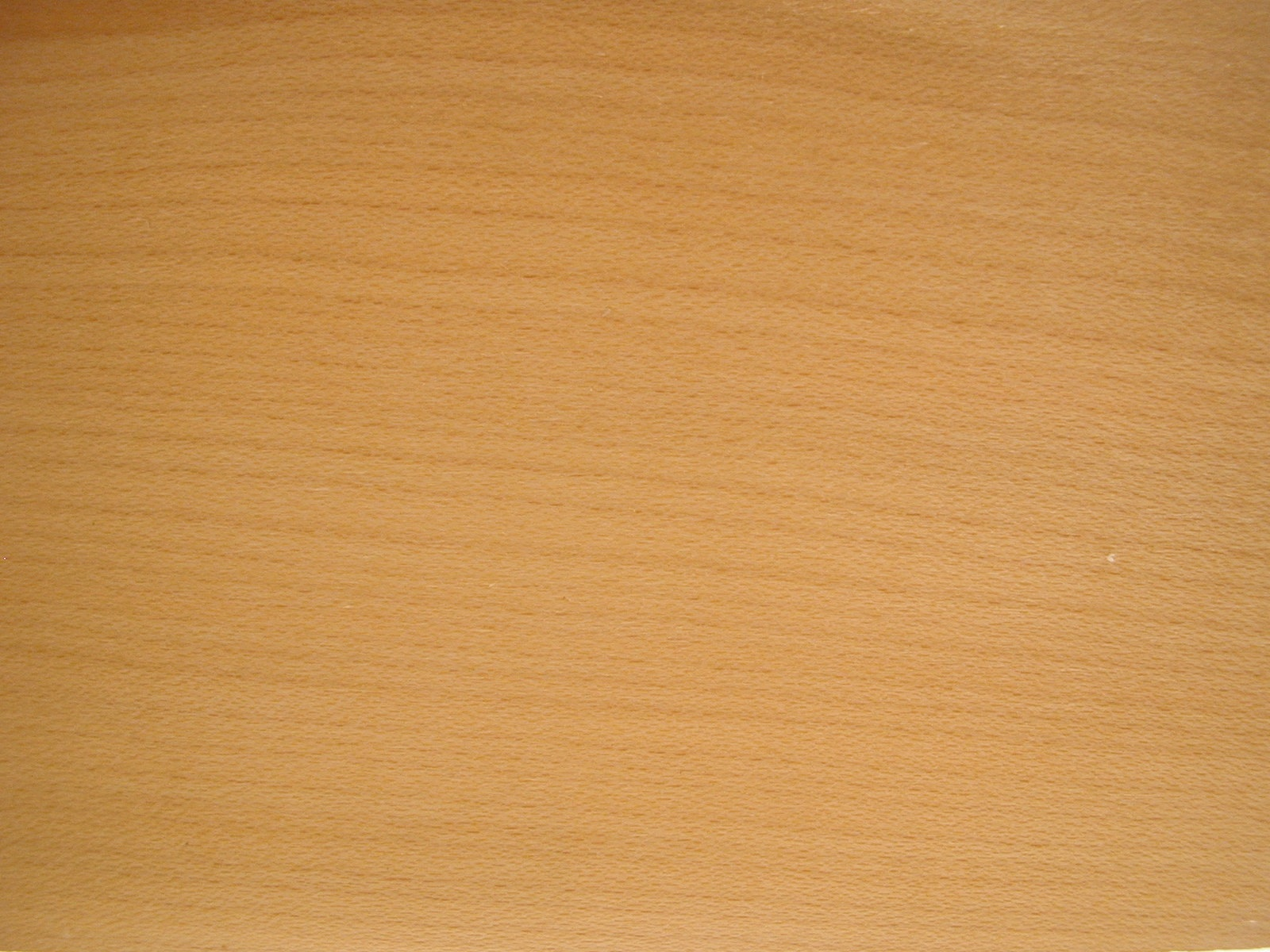
Bois d'érable.
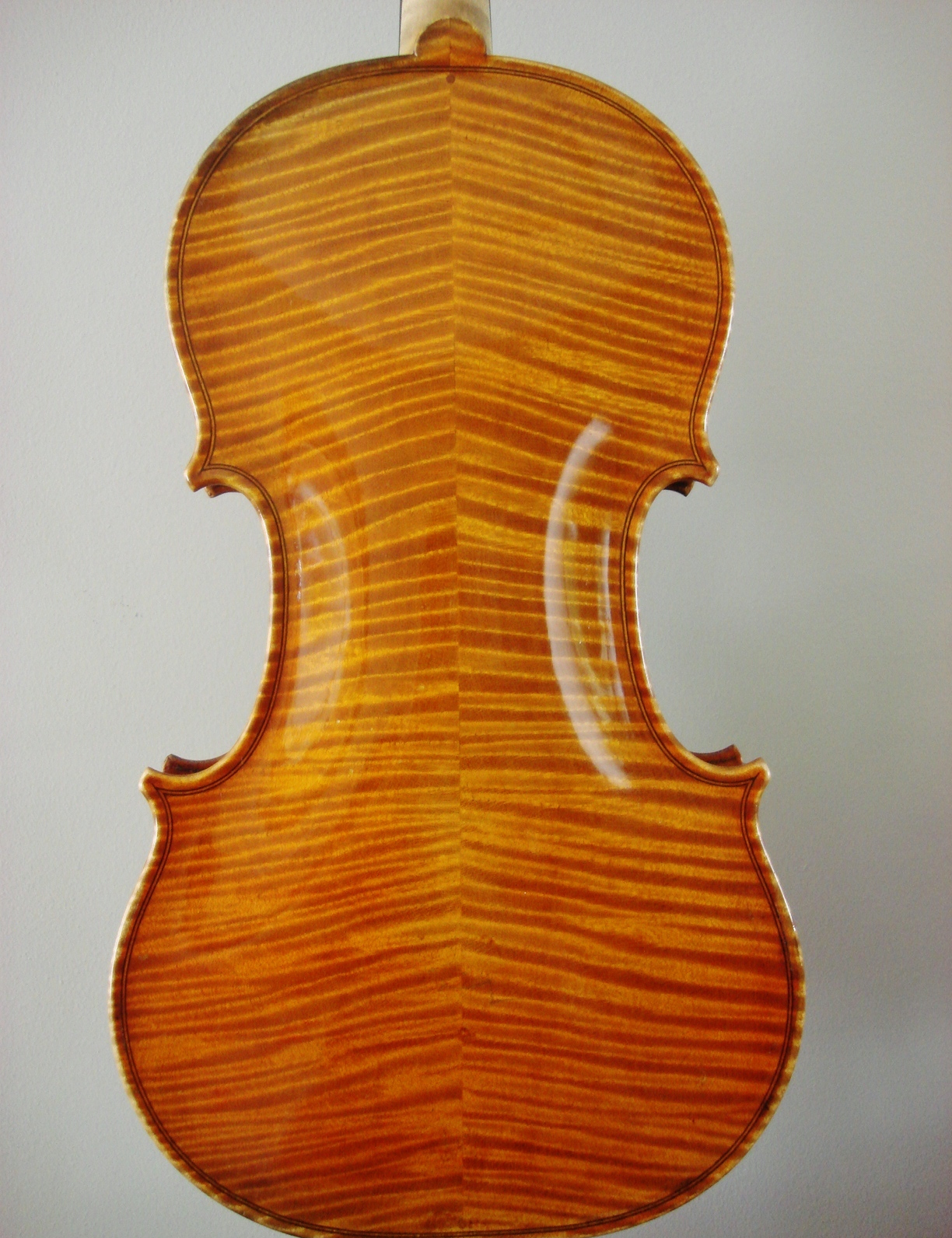
Vue arrière d'un violon (Érable moiré).

## Usages
- L'érable est utilisé dans le domaine du skateboard pour la réalisation de planches.
- L'érable est très utilisé en lutherie (corps ou manche de guitare, fagott et autres instruments).
- L'érable fait son apparition dans certains domaines moins connus comme le diabolo ou le kendama qui s'en servent pour sa résistance aux chocs.